# L'Amour en fuite (film)
Pour l’article homonyme, voir L'Amour en fuite (chanson).
Série
Domicile conjugal
(1970)
Pour plus de détails, voir Fiche technique et Distribution.
L'Amour en fuite est un film français réalisé par François Truffaut avec Jean-Pierre Léaud, Claude Jade et Marie-France Pisier, sorti en 1979. Il s'agit du cinquième film consacré à Antoine Doinel.

## Synopsis

François Truffaut et Claude Jade en avril 1979, avant-première de leur troisième film L'Amour en fuite.

Antoine et Christine sont mariés depuis huit ans. Christine donne des cours de violon au Conservatoire, Antoine a écrit un roman. Liliane devient la nouvelle élève et amie de Christine. Liliane écrit des livres pour enfants et Christine devient illustratrice des livres. Antoine aime lire des romans de Colette. Alors il voit des lesbiennes partout : « À ta place je ferais attention », dit-il à Christine. Finalement c'est avec Liliane qu'il trompera Christine. Et Antoine donne une explication qui lui ressemble à cent pour cent. Il avait offert un livre à Liliane et le lendemain il a vu que pour protéger ce livre, elle l'avait recouvert avec du papier journal. Il a été tellement ému qu'aussitôt il a couché avec elle. « Il a besoin d'une femme, d'une maîtresse, d'une petite sœur ou d'une nourrice, d'une infirmière et moi je me sens incapable de jouer tous les rôles à la fois », déclare Liliane à Christine en expliquant sa rupture avec Antoine.
Une année passe. Christine rappelle à Antoine qu'ils divorcent aujourd'hui et que leur fils Alphonse, part en classe de mer le soir même. Christine, occupée au Conservatoire, ne peut conduire Alphonse au train, elle demande à Antoine de le faire. Dans un taxi Antoine et Christine se souviennent de leur passé commun lorsqu'ils échangeaient les Baisers volés, puis leur cohabitation dans le Domicile conjugal. Antoine et Christine Doinel sont le premier couple à divorcer par consentement mutuel. Les journalistes posent des tas de questions aux ex-époux. Christine dira que le divorce par consentement mutuel a été inventé par la République… et qu'il servira à Napoléon pour quitter Joséphine.
À la gare, Antoine rencontre Colette, avocate, et ex-amour platonique. Antoine parle de sa vie avec Christine et de son prochain roman : il s'agit d'un individu, au sous-sol d'un bistrot, en train de rompre avec une femme au téléphone. Dans un moment de colère il déchire sa photo, raccroche et s'en va. Un autre homme ramasse les morceaux éparpillés dans la cabine téléphonique et reconstitue la photo. Amoureux du visage recomposé, l'homme part à la recherche de l'original. En fait c'est la propre histoire d'Antoine et le début de son aventure avec Sabine Barnerias. Antoine saute du train et Colette retrouve dans son compartiment la photo reconstituée. Elle déchiffre au dos un nom : Barnerias. C'est celui de son ami Xavier. Sabine serait-elle l'épouse cachée de son amant ?
Colette se rend chez Sabine et croise Christine dans l'escalier. Christine est en chargée de mission. Christine parle avec Colette sur Antoine. Christine raconte les disputes d'Antoine avec Liliane puis l'adultère et la fin de la relation avec Liliane. Madame Ida révèle à Colette que Sabine est la jeune sœur de Xavier. Colette donne la photo à Christine et Christine la rend à Antoine, qui la donne à Sabine.

## Fiche technique
- Titre : L'Amour en fuite
- Réalisation : François Truffaut, Emmanuel Clot
- Scénario : François Truffaut, Marie-France Pisier, Jean Aurel, Suzanne Schiffman
- Musique : Georges Delerue
- Chanson : L'Amour en fuite, composée par Alain Souchon et Laurent Voulzy
- Montage : Martine Barraqué
- Image: Néstor Almendros
- Son: Michel Laurent
- Décors : Jean-Pierre Kohut-Svelko
- Directeur de production : Marcel Berbert
- Costumes : Monique Dury
- Maquillage : Thi Loan N'Guyen
- Producteur : François Truffaut
- Société de production : Les Films du Carrosse
- Pays de production :  France
- Langue : français
- Format : 1.78:1 sphérique, couleurs Eastmancolor, 35 mm, son mono
- Genre : comédie dramatique
- Durée : 91 minutes
- Dates de sortie :
  - France : 24 janvier 1979
  - Allemagne de l'Ouest : février 1979 (Berlinale)
  - États-Unis : 6 avril 1979

## Distribution
- Jean-Pierre Léaud : Antoine Doinel
- Claude Jade : Christine Doinel
- Marie-France Pisier : Colette
- Dani : Liliane
- Dorothée : Sabine Barnerias
- Daniel Mesguich : Xavier Barnerias
- Julien Bertheau : Monsieur Lucien
- Jean-Pierre Ducos : l'avocat de Christine
- Marie Henriau : la juge de divorce
- Rosy Varte : la mère de Colette
- Pierre Dios : Maître Renard
- Alain Ollivier : le juge d'Aix en Provence
- Julien Dubois : Alphonse Doinel
- Monique Dury : Mme Ida
- Emmanuel Clot : Emmanuel
- Christian Lentretien : le dragueur du train
- Roland Thénot : l'homme en colère au téléphone
- Alexandre Janssen : l'enfant du wagon-restaurant
- Chantal Zaugg : petite fille

Par ordre alphabétique :
- Richard Berry : acteur (non crédité)
- Gilbert Dagneau : le conducteur des Wagons-Lits (non crédité)
- André Dussollier : héros du film Une belle fille comme moi (non crédité)
- Richard Kanayan : client du magasin de musique (non crédité)
- Anne Kreis : héroïne de film au cinéma (non créditée)

## Production
François Truffaut est très marqué par l'échec de son film précédent, La Chambre verte, d'où le besoin de faire revenir Antoine Doinel, neuf ans après Domicile conjugal, pour renflouer les finances des Films du carrosse. Le cinéaste reconnaît la faiblesse du scénario et le fait qu'il tourna le film à contrecœur.
Le tournage a lieu du 29 mai au 7 juillet 1978.

## Distinction
- 1980 : César de la meilleure musique originale

## Analyses
Une des originalités de ce film provient de ses flash-backs. En effet, les différents flash-backs de la vie d'Antoine Doinel sont des scènes des précédents films de François Truffaut, dont certaines avaient été coupées au montage. Le flash-back où Antoine et Liliane se disputent ne fait en réalité pas partie de la saga Doinel puisqu'il est extrait de La Nuit américaine (1973) où Dani, qui s'appelait bien Liliane, et Jean-Pierre Léaud, qui lui se prénommait Alphonse, jouaient aussi des amants. De la même façon Truffaut utilise un flash-back issu d'un autre film lorsque Antoine Doinel est montré promenant son jeune fils sur les épaules : il s'agit d'un plan des Lolos de Lola (1976) de Bernard Dubois, également interprété par Jean-Pierre Léaud et le jeune Julien Dubois.
Deux personnages vont voir au cinéma le film Une belle fille comme moi, de François Truffaut.
Dans son livre La Délicatesse, David Foenkinos évoque la première partie du film et la chanson éponyme d'Alain Souchon (chapitre 66).